# Respirar (Álbum do Diante do Trono)
Respirar é o vigésimo álbum do Ministério de Louvor Diante do Trono. O álbum foi gravado ao vivo na Estância Paraíso no dia 10 de dezembro de 2020, durante o XXI Congresso Diante do Trono intitulado "Porção Dobrada" em Sabará, município vizinho de Belo Horizonte e lançado no dia 21 de setembro de 2021 pela gravadora OniMusic.
Devido a pandemia de COVID-19, foi o primeiro álbum da série "Diante do Trono" gravado sem a participação do público. 
O álbum é composto por 6 faixas inéditas e dois cânticos espontâneos. Contou com as participações especiais de Gabriel Guedes, Ana Nóbrega e do coral Black to Black. Todas as faixas foram lançadas em videoclipes no canal oficial do YouTube do Diante do Trono e juntas, somam mais de 4 milhões de visualizações. 

## Histórico
O Congresso Diante do Trono intitulado "Porção Dobrada", seria realizado na semana santa em 2020, porém, devido as regras municipais de não aglomeração a data foi alterada para o dia 10 de dezembro de 2020. 
Devido ao avanço da pandemia no Brasil e da não flexibilização nas regras de distanciamento social, o congresso não poderia ser realizado presencialmente. A empresa Diante do Trono foi assegurada em uma lei federal que permitia realizar o evento remotamente. Buscando evitar solicitações de reembolso das inscrições dos congressistas, Ana Paula Valadão anunciou que gravaria e transmitiria ao vivo aos congressistas o álbum Diante do Trono 20. O local de realização do congresso foi alterado para o hotel fazenda Estância Paraíso, onde Ana Paula Valadão estava hospedada com a sua família. 
Ana Paula Valadão compôs a música título "Respirar" no avião com destino ao Brasil em novembro de 2019 após uma discussão com seu filho primogênito. A cantora disse em live em seu Instagram que não poderia imaginar que 4 meses depois iniciaria a pandemia mundial de Covid-19, onde milhões de pessoas faleceriam por falta de oxigênio. Por isso, a canção se tornou título do álbum e o repertório do projeto estaria focado em cantar sobre o ar de Deus e o que respiramos. 
Duas faixas do projeto "Sobre as Ruínas" e "Te Adoramos", foram compostas em inglês virtualmente por Ana Paula Valadão em parceria com outros cantores americanos através do projeto da OniMusic de globalização da música cristã. 
Todas as 6 faixas foram lançadas como singles durante a jornada "Do primeiro ao último suspiro", com uma música lançada ao mês, totalizando 6 meses de lançamento. O primeiro single "Não Ficou Assim" foi o primeiro escolhido do projeto, lançado no dia 18 de março de 2021. O álbum completo foi lançado no dia 21 de setembro de 2021 com dois espontâneos, totalizando 8 faixas. 

## Palavra da Ana Paula Valadão Bessa
"Um ano inesperado. Assim foi 2020 para todos nós.
Mas durante 2019 o Senhor me deu uma canção que marcou o fim de um período sufocante que eu estava atravessando. “Respirar” ganhou letra e melodia, como um sopro do céu.
Ao voltar de uma viagem rabisquei no papel, ainda dentro do avião, a música que deu início a um novo tempo.
Minha oração cantada acabou dando vida a um álbum, que traz em sua essência palavras de esperança, consolo e fé.
O Respirar foi gravado na Estância Paraíso, um lugar especial para a história do nosso ministério. O Pai direcionou a mudança do local dias antes da gravação, pois quis levar o Diante do Trono de novo àquela montanha de cura e restauração, o que pode ser sentido em todas as músicas.
Que o Senhor sopre Seu vento sobre você enquanto estiver ouvindo as canções."
Com carinho, Ana Paula Valadão Bessa. 

## Faixas
| N.º            | Título                                              | Compositor(es)                                      | Duração |  |
| 1.             | "Deixa a Luz Entrar (Let The Light In)"             | Cody Carnes, Brett Younker, Kristian Stanfill       | 07:19   |  |
| 2.             | "Suspiro - feat. "Ana Nóbrega"                      | Ana Paula Valadão Bessa                             | 4:13    |  |
| 3.             | "Respirar"                                          | Ana Paula Valadão Bessa                             | 4:58    |  |
| 4.             | "Sobre as Ruínas"                                   | Ana Paula Valadão Bessa, Lucy Grimble, David Bynion | 6:20    |  |
| 5.             | "Espontâneo Sobre as Ruínas"                        | Ana Paula Valadão Bessa                             | 4:52    |  |
| 6.             | "Não Ficou Assim"                                   | Ana Paula Valadão Bessa                             | 5:40    |  |
| 7.             | "Te Adoramos - feat. "Gabriel Guedes"               | Ana Paula Valadão Bessa, Dee Wilson, Corey Voss     | 6:49    |  |
| 8.             | "Espontâneo Preciso de Ti / Mais Perto Quero Estar" | Ana Paula Valadão Bessa                             | 11:09   |  |
| Duração total: | Duração total:                                      | Duração total:                                      | 51:00   |  |